# Soldanelle velue
Soldanella villosa
Espèce
Statut de conservation UICN

 VU C2a(i) : Vulnérable
Classification phylogénétique
La Soldanelle velue, également appelée Grande soldanelle (Soldanella villosa), est une espèce de plantes à fleurs de la famille des Primulacées et du genre Soldanella (les soldanelles) endémique du Pays basque et des Monts Cantabriques. 
Sa cueillette est réglementée,.

## Description
C'est une plante vivace.

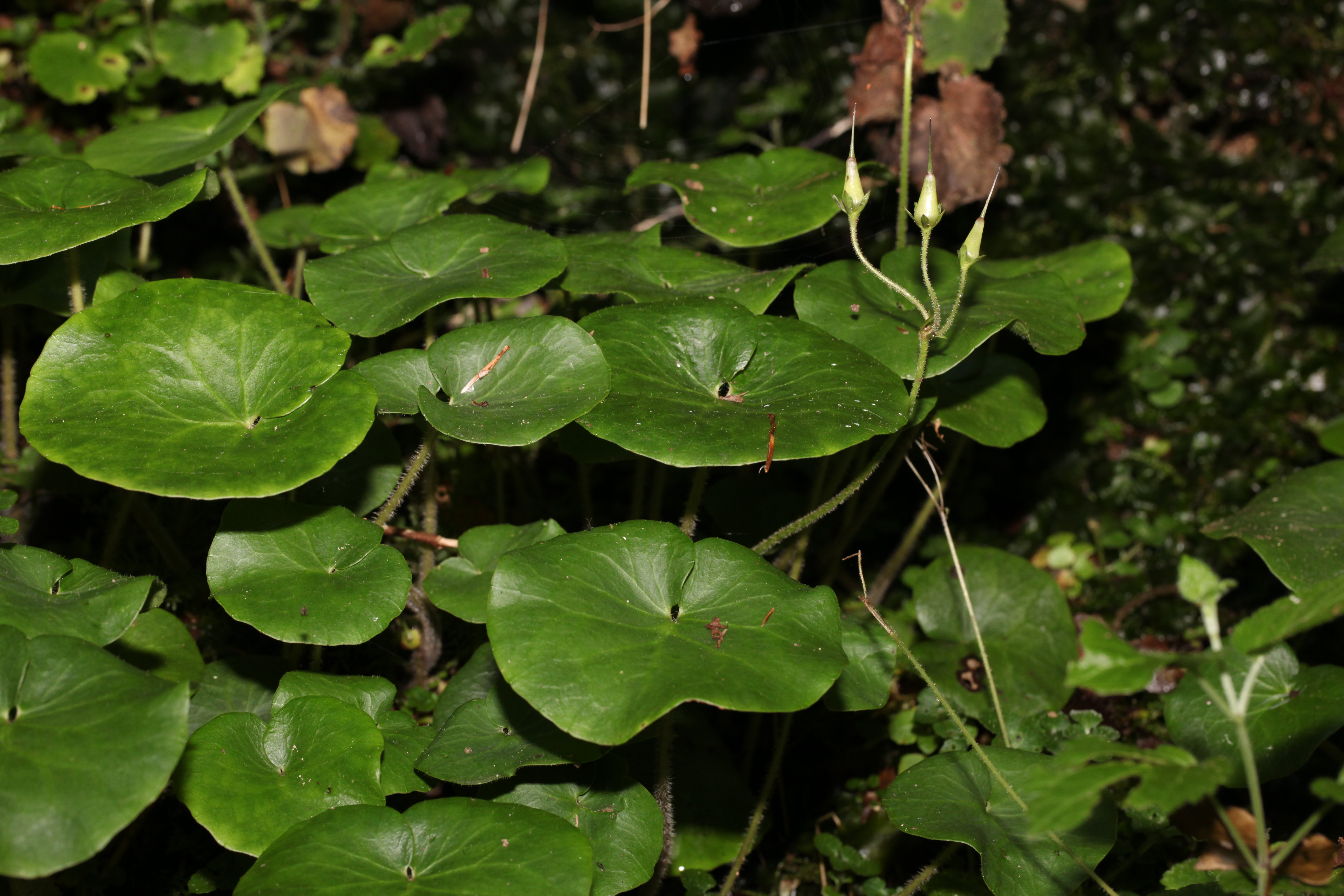
Soldanella villosa (fructification)
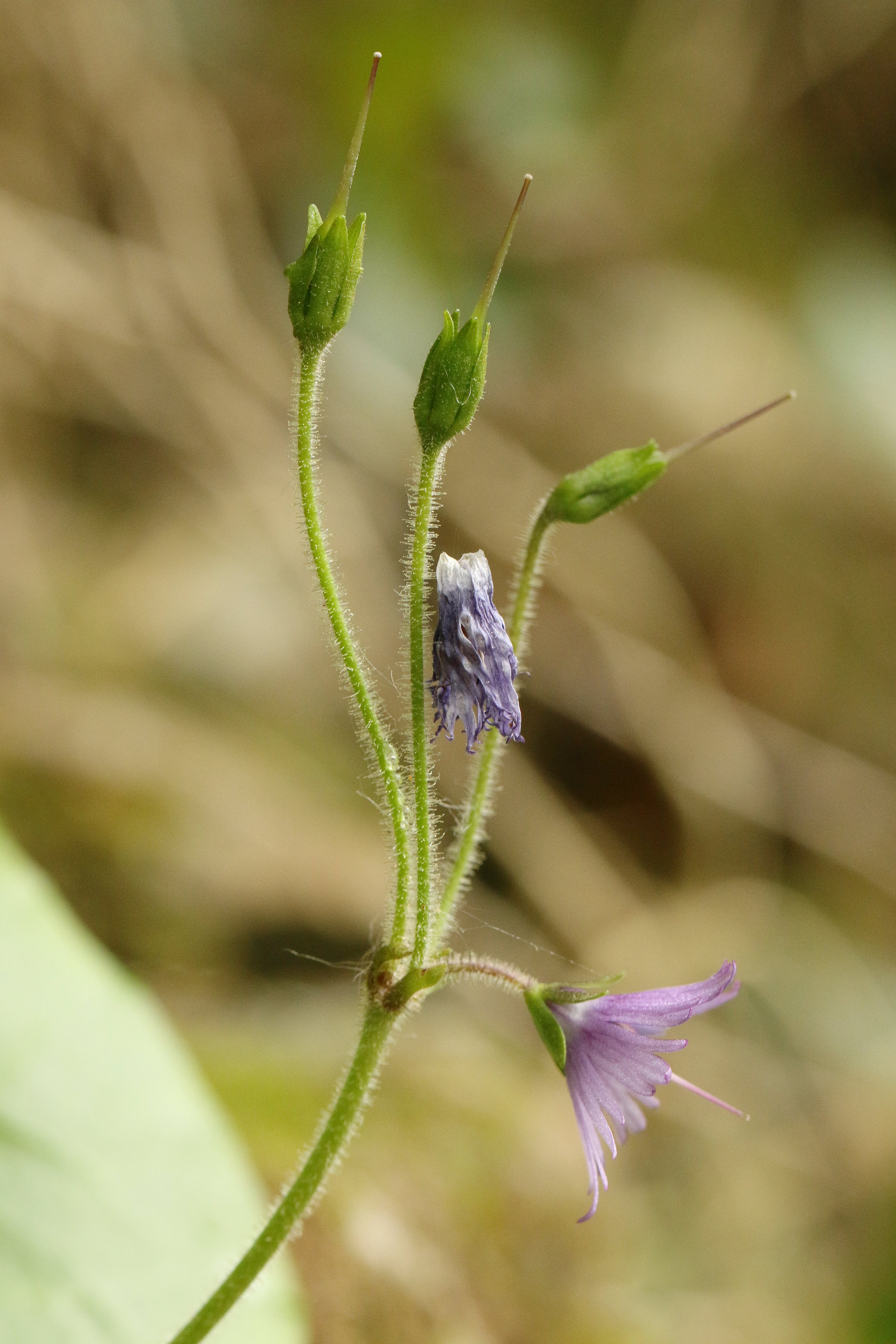
Soldanella villosa
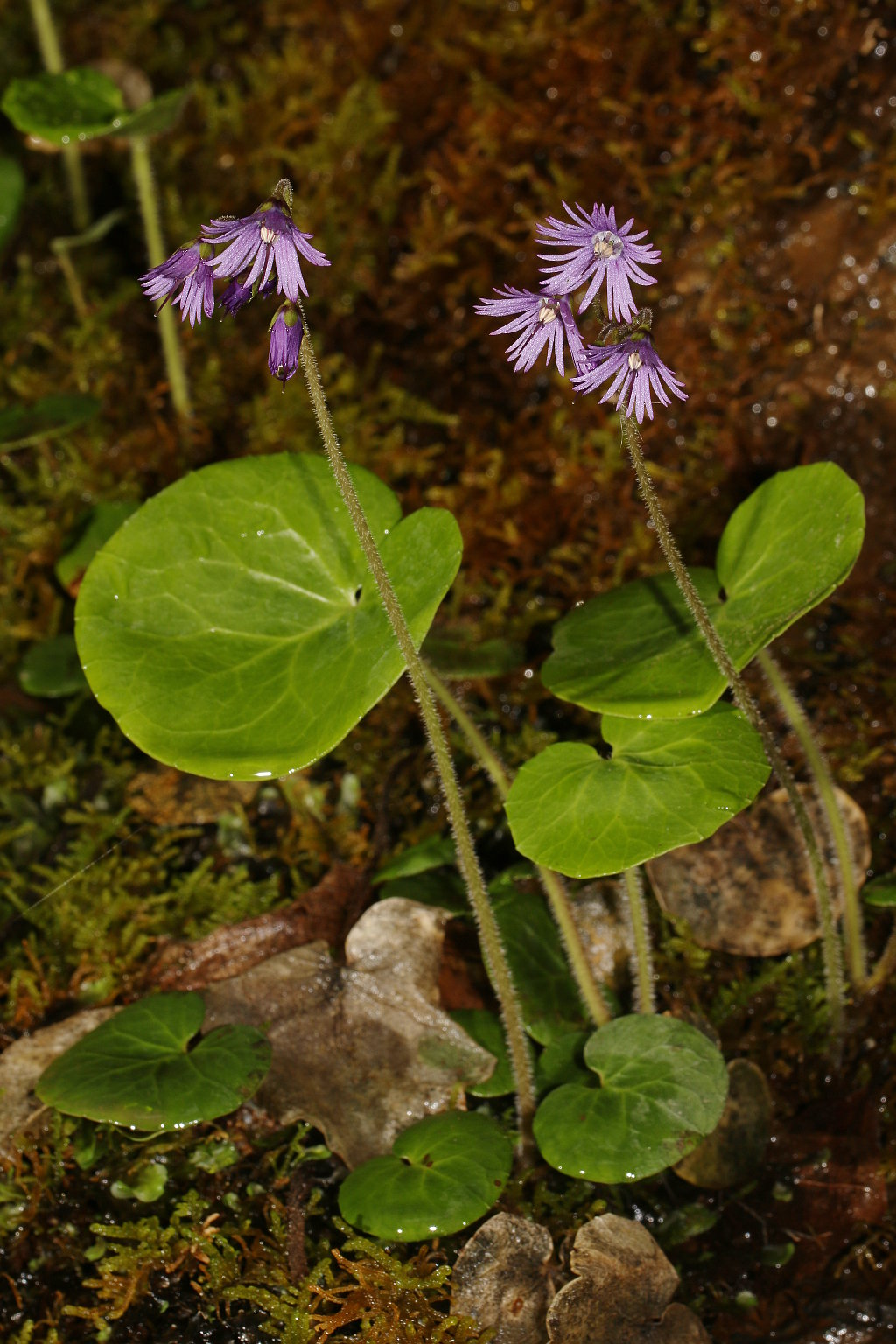
Soldanella villosa (plante fleurie)

## Habitat et répartition
Elle pousse dans les ravins ombragés et humides du Pays basque et des Monts Cantabriques, sur silice, entre 70 et 870 m d'altitude,.
En France, elle n'est présente que dans quatre localités du Pays basque.

## Statut de protection
En France, l'espèce est protégée sur l'ensemble du territoire métropolitain.